# 4581 Asclepius
A 4581 Asclepius (ideiglenes jelöléssel 1989 FC) egy földközeli kisbolygó. Henry Holt,  Norman G. Thomas fedezte fel 1989. március 31-én.